# Águilas-El Labradorcico
Águilas-El Labradorcico (hiszp. Estación de Águilas-El Labradorcico) – przystanek kolejowy w miejscowości Águilas, we wspólnocie autonomicznej Murcja, w Hiszpanii. Stacja obsługuje pociągi linii C-2 Cercanías Murcia/Alicante.

## Położenie
Stacja znajduje się na linii Murcja – Águilas, na wysokości 10 m n.p.m..

## Linie kolejowe
- Murcja – Águilas